# Lago del Moncenisio
Il lago del Moncenisio (in francese lac du Mont-Cenis, in arpitano lèc du Moueini, in piemontese lagh dël Monsnis) è un lago artificiale che si trova nei pressi del colle del Moncenisio, quasi allo spartiacque tra l'italiana Val di Susa e la francese Moriana.

## Caratteristiche
La sua collocazione è in territorio francese anche se si trova, sotto chiave geografica, ampiamente in Val di Susa, quindi nel versante italiano del colle; ciò a causa del trattato di Parigi del 1947 che sanciva la pace tra Italia e Francia al termine della Seconda guerra mondiale e ridisegnava i confini della zona. La sua posizione geografica ne fa quindi un appartenente al bacino del Po (tramite il Cenischia e la Dora Riparia) anziché a quello del Rodano (attraverso l' Arc e l'Isère).
Questo territorio era storicamente savoiardo prima dell'annessione del ducato alla Francia nel 1860. 
Sul luogo era presente un lago naturale di dimensioni molto minori. Una prima diga di contenimento fu costruita nel 1921. Quella attuale è del 1968 e non è realizzata in calcestruzzo ma in materiale naturale ed invasa al massimo livello da 320 milioni di metri cubi di acqua. Il lago, al centro di una complessa rete di tunnel per la captazione delle acque delle montagne in entrambe le nazioni alimenta le centrali idroelettriche Enel di Venaus (con un salto di ben 1350 metri) e EDF di Villarodin.
Dal lago prende forma il torrente Cenischia affluente della Dora Riparia.
Sulla sinistra orografica del lago si ergono la Punta Roncia (3.612 m), la Punta Lamet (3.504 m), la Pointe de la Haie (3.452 m), la Pointe du Vieux (3.464 m), la Pointe du Chapeau (3.419 m) e il Signal du Grand Mont Cenis (3.377 m). Sulla destra orografica si trova il Monte Malamot (2.917 m), il Monte Giusalet (3.313 m) e la cima di Bard (3.150 m). A ovest della diga, quindi in direzione del Colle del Piccolo Moncenisio, chiudono questo maestoso anfiteatro naturale la Punta Clairy (3.162 m), il Mont Froid e la Pointe de Bellecombe (2.795 m). Tutte queste montagne sopracitate, pur essendo sullo spartiacque Val di Susa - Maurienne, sono interamente in territorio francese (come il lago stesso) sempre per le modifiche apportate al confine nel 1947.

## Luoghi di interesse
In fianco al lago in località Plan des Fontainettes si trova una cappella a forma piramidale fatta costruire nel 1968 dall'EDF. Essa ricorda la campagna in Egitto di Napoleone Bonaparte. Sotto la cappella è ospitato il museo con un'esposizione permanente dal titolo: Il Moncenisio, porta millenaria delle Alpi. Nei pressi della cappella vi è un giardino botanico.
Intorno al lago si trovano i resti di diverse fortificazioni militari. Le più importanti di queste sono il Forte Varisello e il Forte Roncia.

## Galleria d'immagini

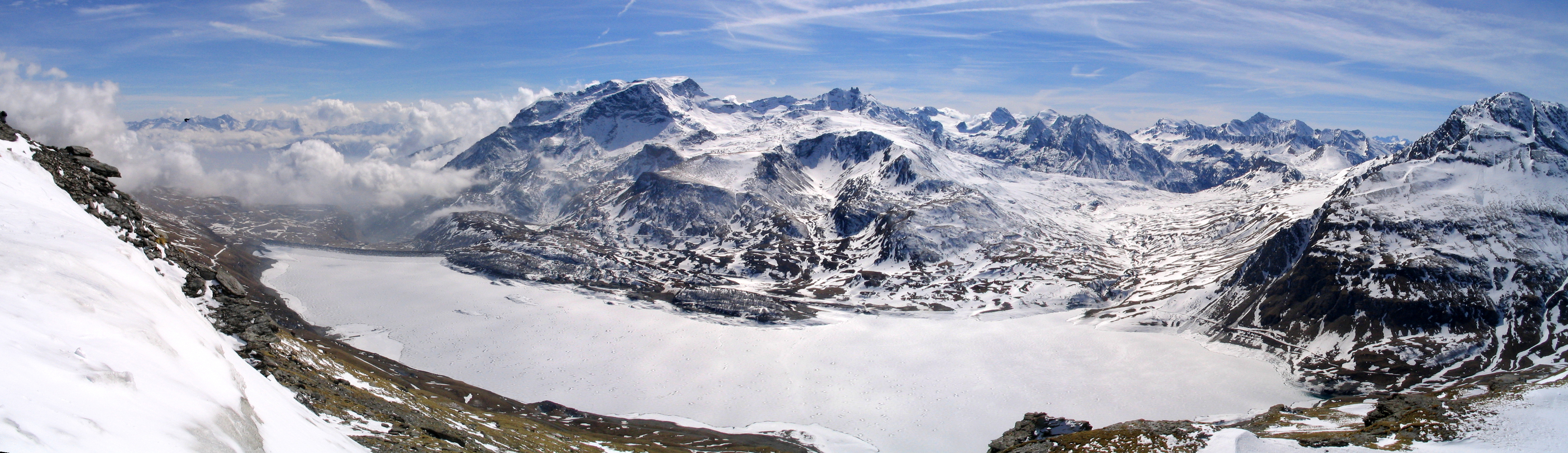
Il Lago del Moncenisio ghiacciato, contornato dalle montagne, visto dalle vicinanze del Col de la Tomba (parte del Gruppo Roncia-Lamet). Sulla sinistra la Val di Susa, coperta dalle nuvole, dalle quali spuntano vette del Gruppo dell'Orsiera. Sullo sfondo sono riconoscibili (da sinistra verso destra) la Cima di Bard (3168m), il Monte Giusalet (3.313 m), il Monte Malamot (o Pointe Droset) 2.917 m, i Denti d'Ambin (3.372 m), la Punta Sommeiller (3.333 m), la Rognosa d'Etiache (3.382 m) (fra le due montagne il Colle del Sommeiller a 2993 m s.l.m.), Le Petit Vallon (3236 m), la Roche d‘Etache (3083m) (con davanti il Colle del Piccolo Moncenisio, la Pierre Menue (o Aiguille de Scolette) (3506 m), e la Punta Clairy o (Signal du Petit Mont Cenis) (3162 m). Tutte le montagne sono parte del Gruppo d'Ambin, tranne la Pierre Menue che appartiene all'omonimo gruppo.
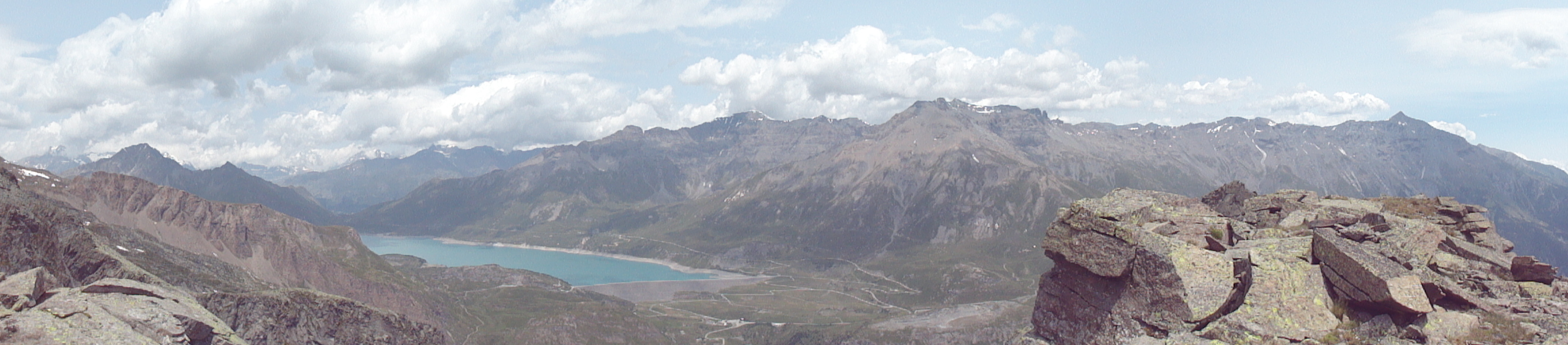
L’altipiano del Moncenisio con il suo lago visto dalla cresta del Monte Giusalet (3312 m) sopra il Rifugio Piero Vacca (2675 m) nell’estate del 2015. Sono visibili (da sinistra verso destra) la Punta Clairy (3162 m), il Passo de la Beccia (2717 m) e la Cima du Laro (2881m). Queste montagne sono parte Gruppo d'Ambin nelle Alpi Cozie. Dopo queste montagne si notano il Colle del Moncenisio (2081 m), che divide le Alpi Cozie dalle Graie (dietro questo, sotto le nuvole, il Massiccio della Vanoise che costituisce un supergruppo alpino a sé stante e che sovrasta la Moriana), l'Ouillon des Arcellins (2665 m), la Sommet de la Nunda(3025 m), il Col du Lou (3024 m), Signal du Grand Mont Cenis (3377 m), Punta Roncia (3612m), la Pointe du Vieux (3464m), la Pointe de la Haie (3452m), la Punta Lamet (3504m), Roche Michel (3429), I Tre Denti (3281–3285 m), tutte montagne del Gruppo Roncia-Lamet, poi la Punta Marmottere (3387 m), il Passo della Novalesa, il Rocciamelone (3537 m), montagne del Gruppo del Rocciamelone, parte insieme al Roncia-Lamet della Catena Rocciamelone-Charbonnel nelle Alpi Graie. Sotto la Punta Lamet si scorge il luogo dove sorgeva la Batteria Paradiso e dove sono ancora presenti i ruderi della Batteria La Court. Si nota anche la Strada statale 25 del Moncenisio.
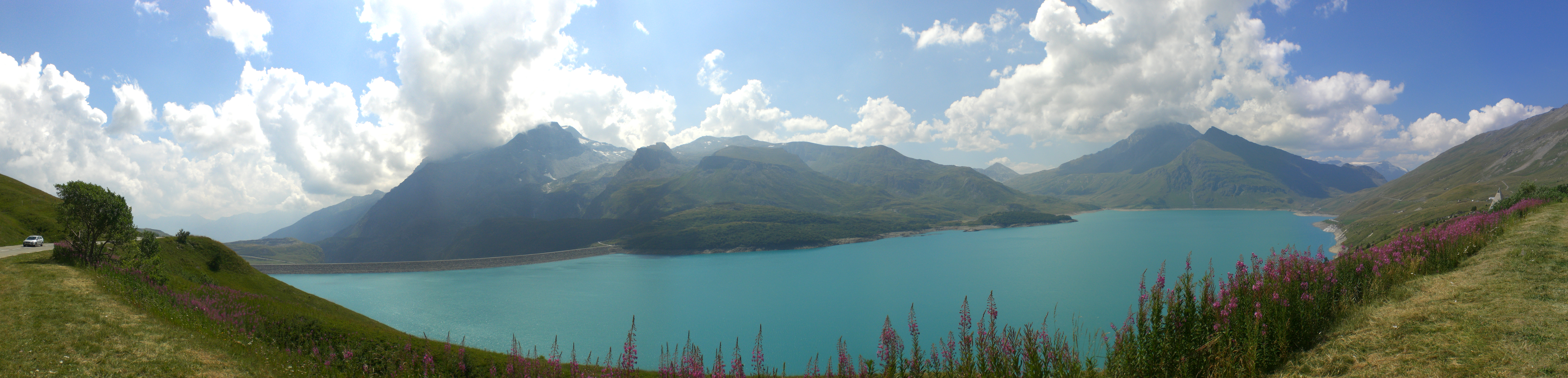
Il Lago del Moncenisio, panoramica a 240°
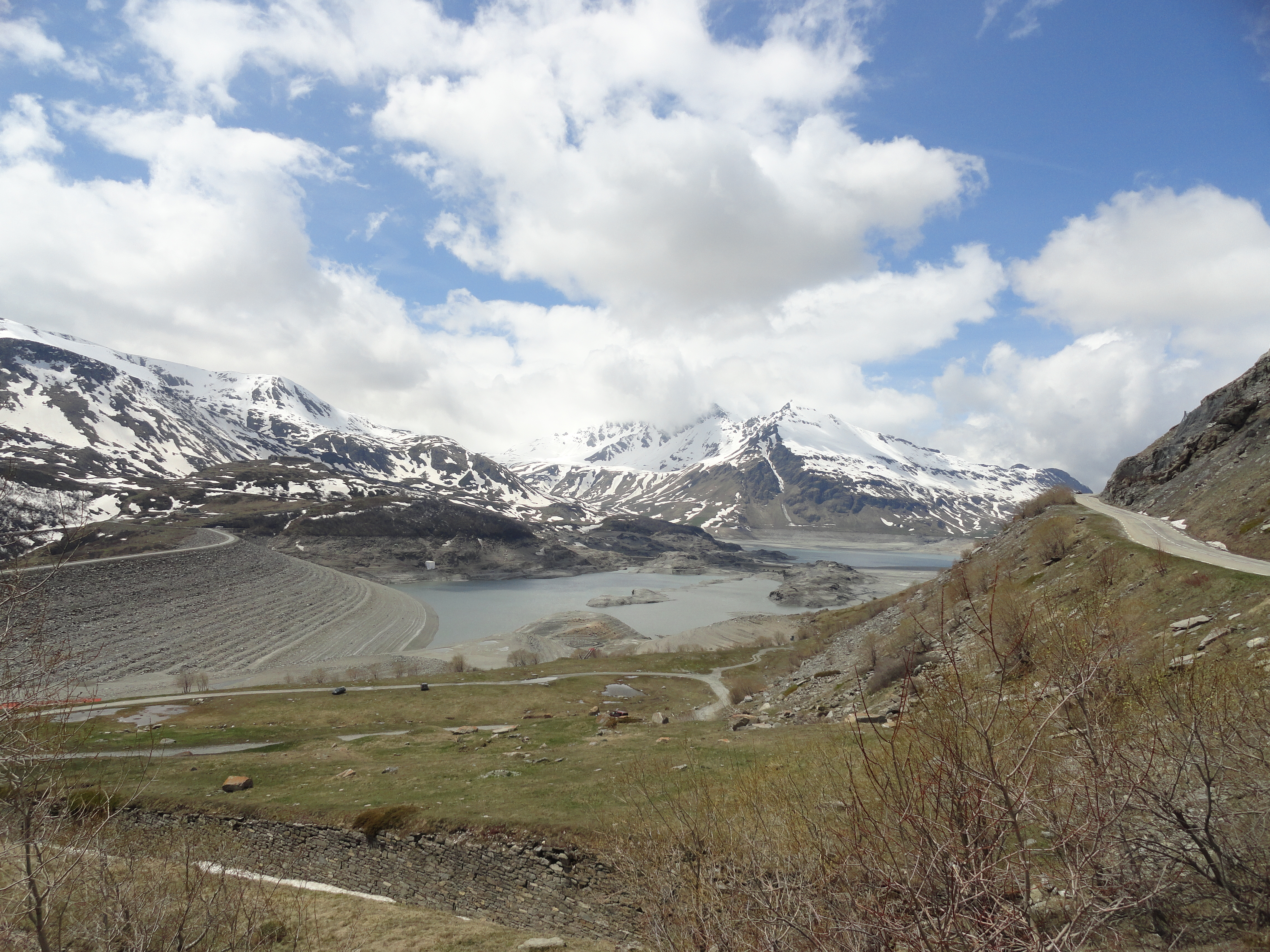
Il lago svuotato (ormai in fase di riempimento) per la produzione di energia idroelettrica nel maggio del 2016
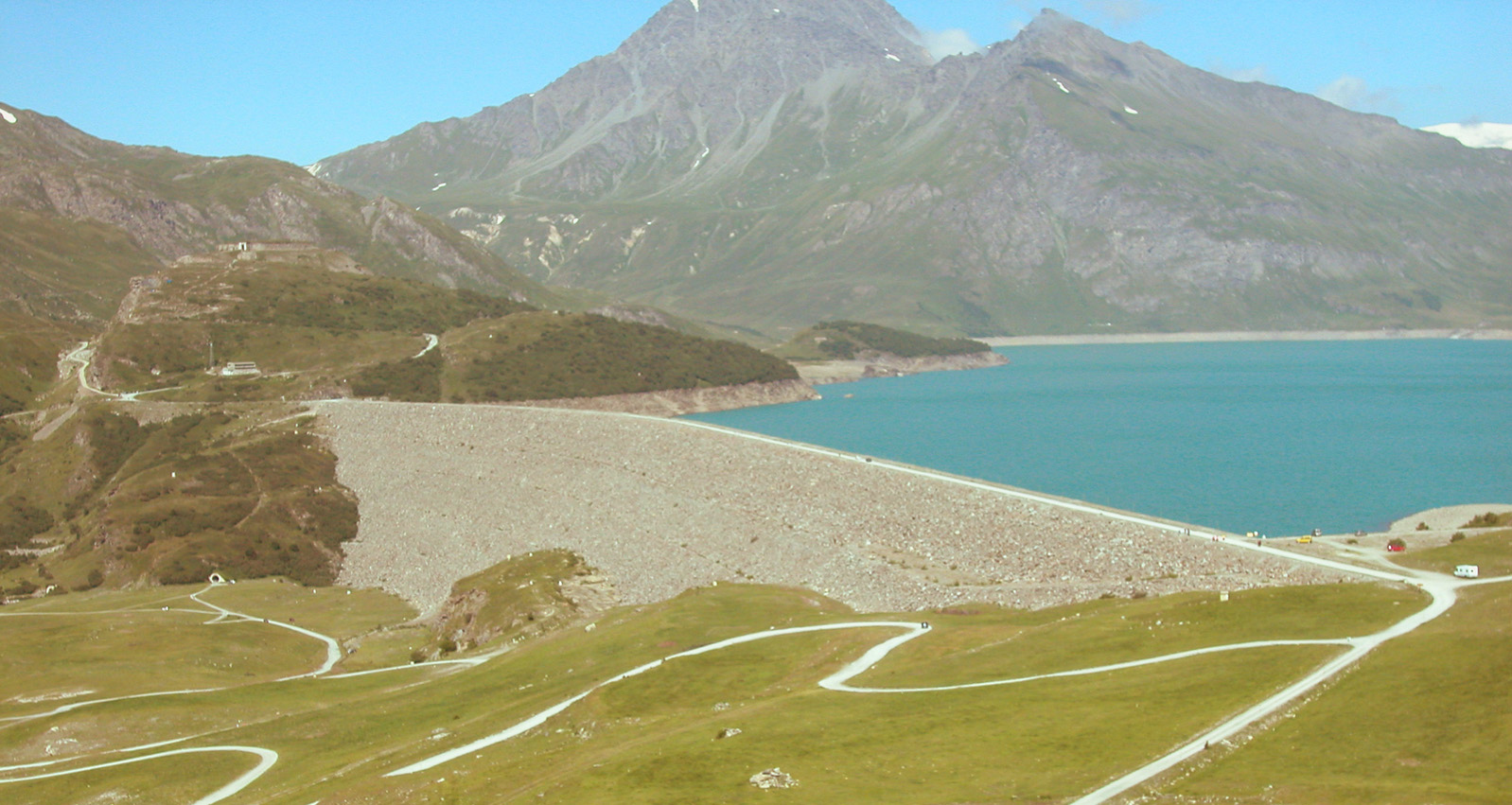
La diga di contenimento del lago.
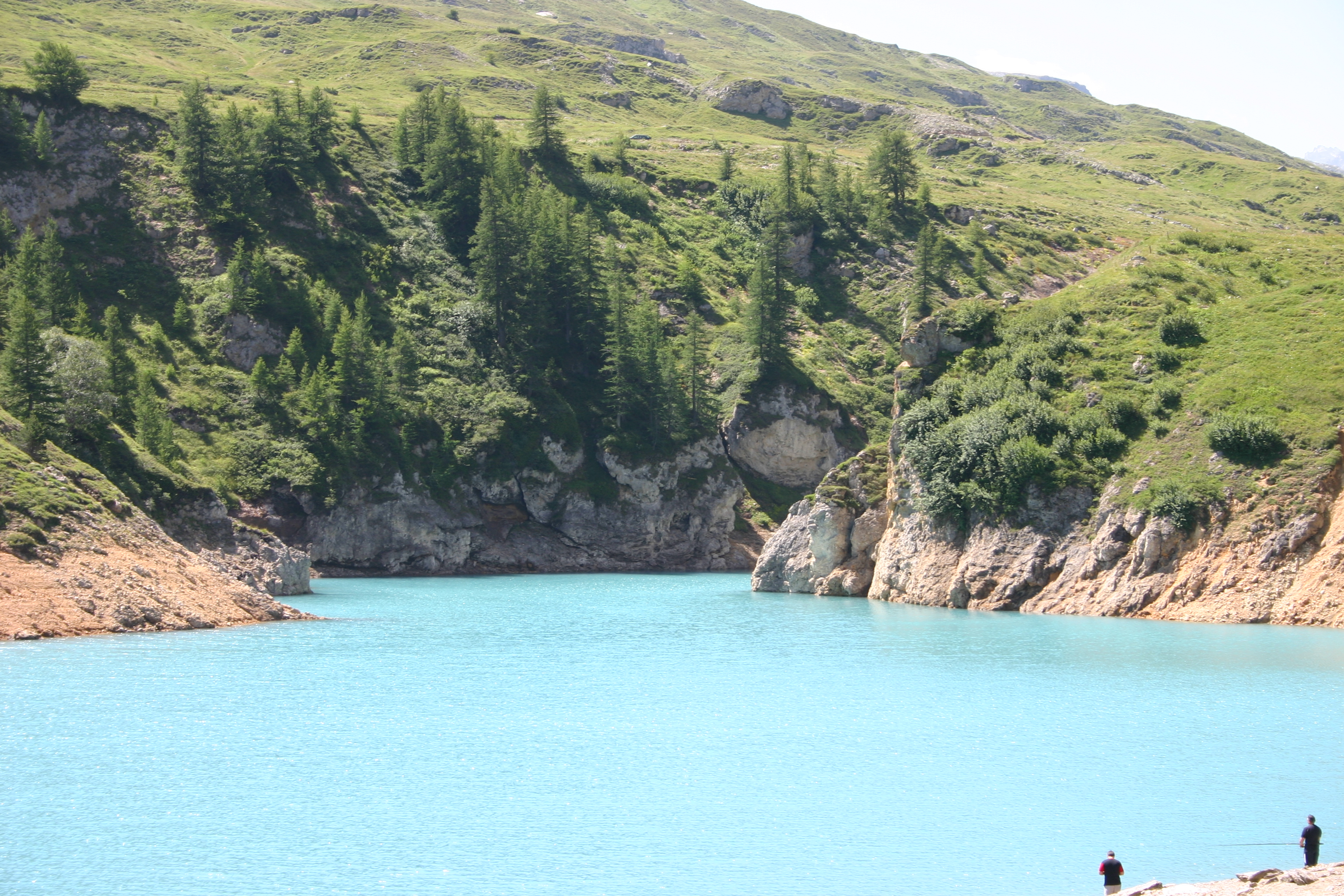
Insenatura del Lago del Moncenisio